# Stellaire holostée
Stellaria holostea
Espèce
Classification phylogénétique
La Stellaire holostée (Stellaria holostea) est une plante herbacée vivace de la famille des Caryophyllacées. Elle pousse en forêt, lisières et sur les talus en Europe au printemps. Elle est aussi appelée Langue d'oiseau.

## Synonyme
- Rabelera holostea

## Phytonymie
Le terme « holostée » veut dire « entièrement [constitué] d'os », en raison de la forme particulière des tiges, anguleuses, et renflées aux extrémités, ce qui les fait ressembler quelque peu à des os. Comme la tige est particulièrement cassante, la stellaire était autrefois préconisée dans le traitement des fractures, selon la théorie des signatures.
L'espèce porte plusieurs noms vernaculaires : craquet, collerette de la Vierge, épingles de la Vierge, faisceau de la Vierge ou herbe à la Sainte-Vierge en référence à ses fleurs blanches immaculées, gramen-fleuri, bec d'oiseau, langue d'oiseau, en référence à la forme allongée et aiguë de ses feuilles.

## Description

### Appareil végétatif
Cette plante vivace développe une souche rhizomateuse souterraine traçante qui s'étale (reproduction végétative) et d’où partent de fines tiges quadrangulaires couchées à la base, puis redressées, pubérulentes au sommet, faisant une hauteur de 10 à 60 cm. Elle présente un polymorphisme foliaire : feuilles basales parfois courtement pétiolées, feuilles caulinaires sessiles (10-15 mm), rugueuses, lancéolées, longuement acuminées, fermes, ciliées-scabres aux bords et sur la nervure en dessous (face supérieure poilue, face inférieure glabre). Les feuilles persistantes restent vertes l'hiver.

### Appareil reproducteur
L'inflorescence est constituée de boutons floraux turbinés donnant naissance à 6-15 fleurs actinomorphes blanches (2-3 cm de diamètre, la couleur tirant au vert-jaune à la base) disposées en cyme bipare terminale. Les bractées sont herbacées, à la différence des bractées à bords scarieux de Stellaria graminea.

Le calice glabre est formé de cinq sépales libres (6-8 mm), ovales à lancéolés, sans nervures, appliqués sur les pétales. La corolle est composée de 5 pétales bifides (ce qui donne l’impression qu’il y a 10 pétales) veinés, deux fois plus grands que le calice (de taille supérieure à 1 cm, ils dépassent peu les sépales chez S. graminea). La période de floraison va de mai à juillet. L'androcée est constitué de 10 étamines jaune-verdâtre, protandres et hypogynes. Plante gynodioïque, son gynécée comprend 5 carpelles soudés en un ovaire supère surmonté de 2 à 5 styles libres de couleur blanche. À l'issue de la pollinisation zoogame (la plante nectarifère est visitée par les abeilles, les papillons et les oiseaux), se forment des petites capsules déhiscentes à 6 valves, subglobuleuses à globuleuses, égalant le calice persistant. Ces fruits contiennent plusieurs graines roussâtres, à dissémination barochore.

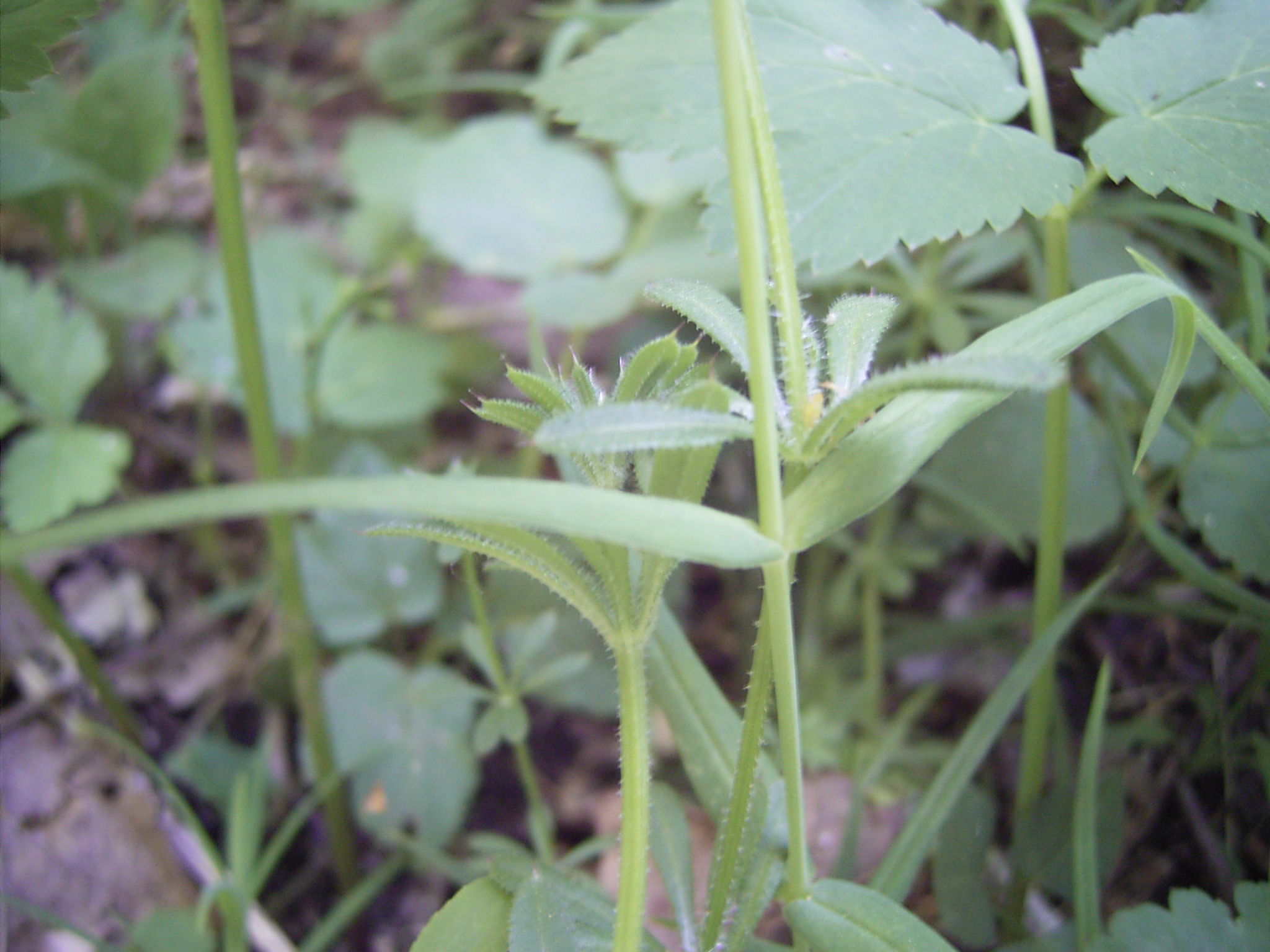
Feuilles opposées décussées
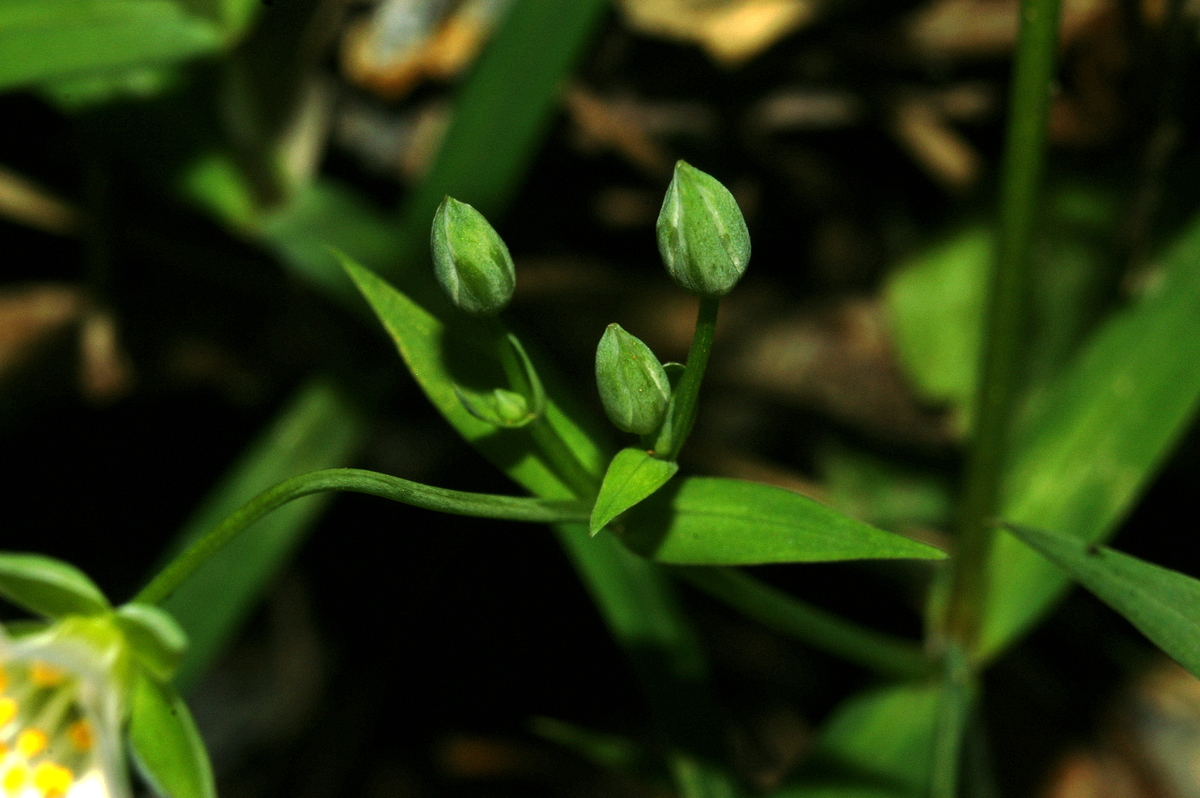
Boutons floraux
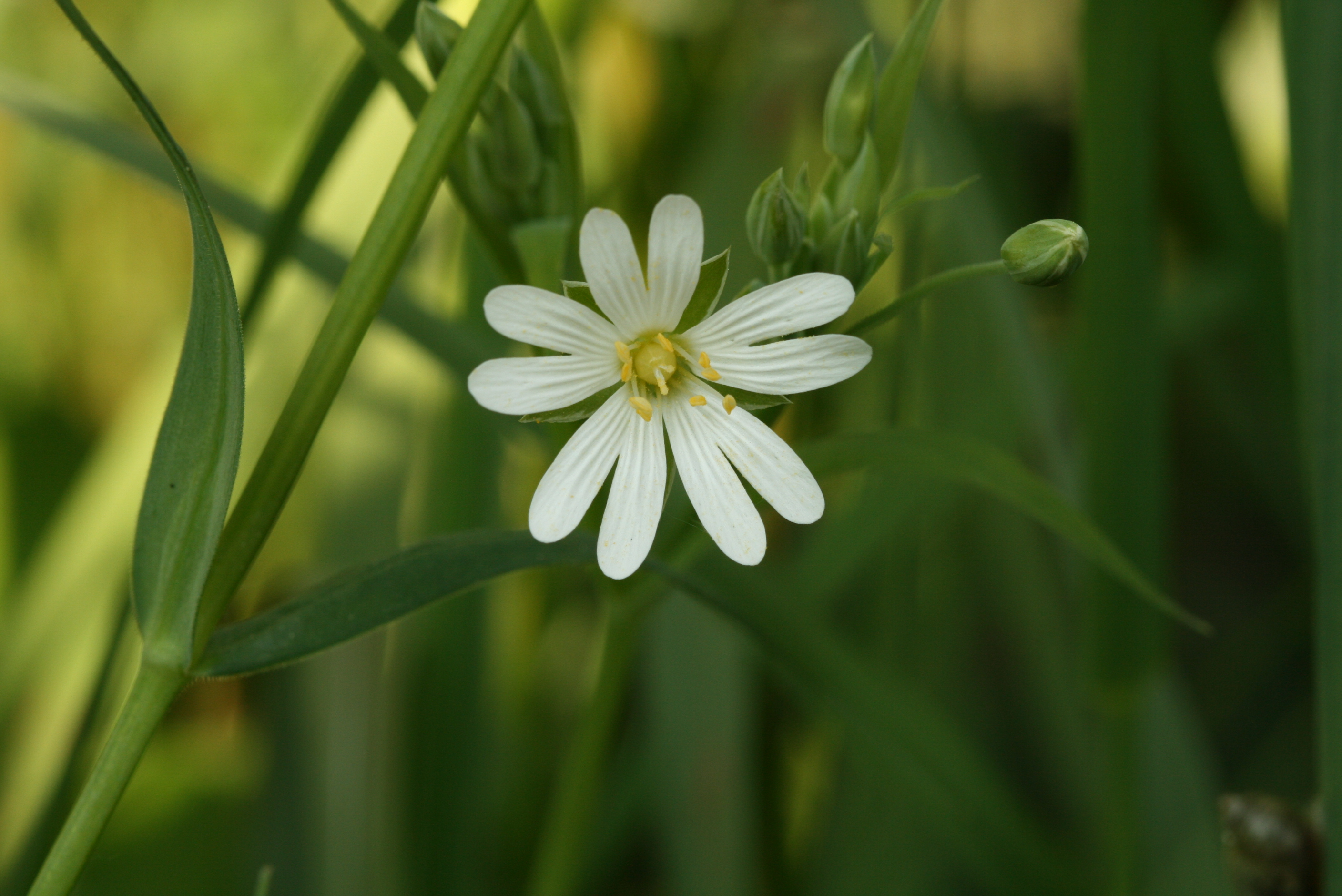
Fleur
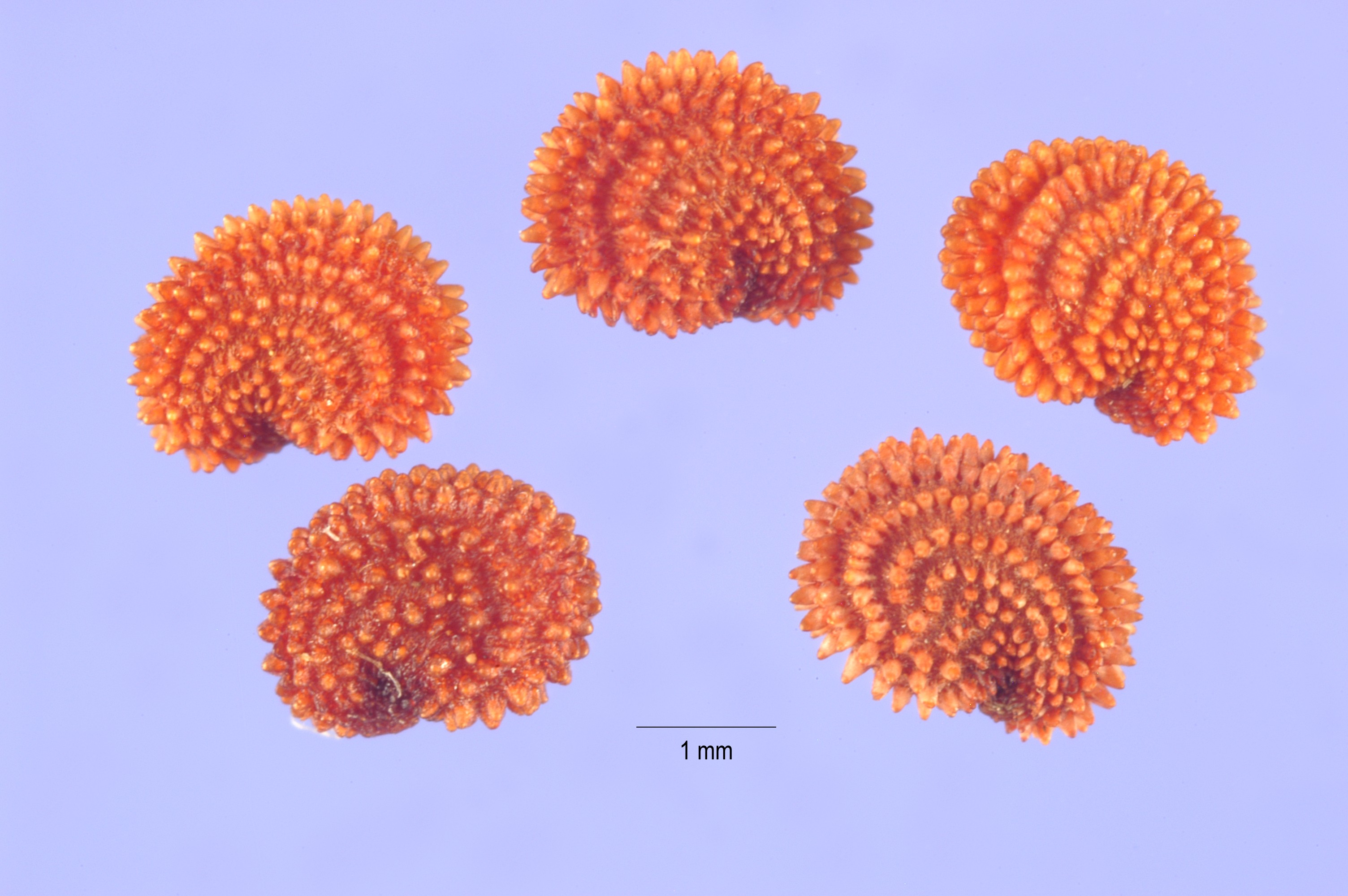
Graines réniformes et hérissées
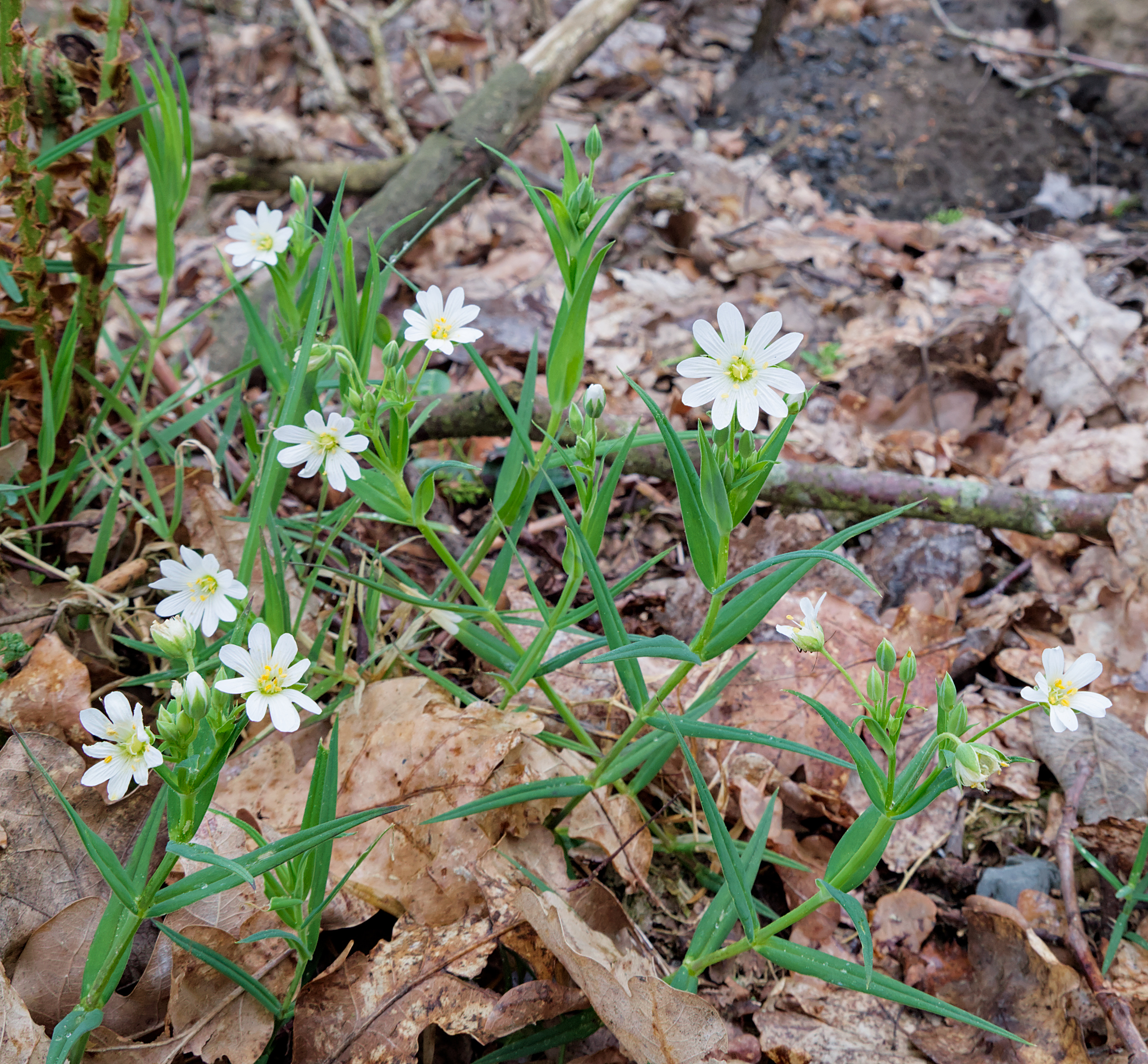
Fleurs
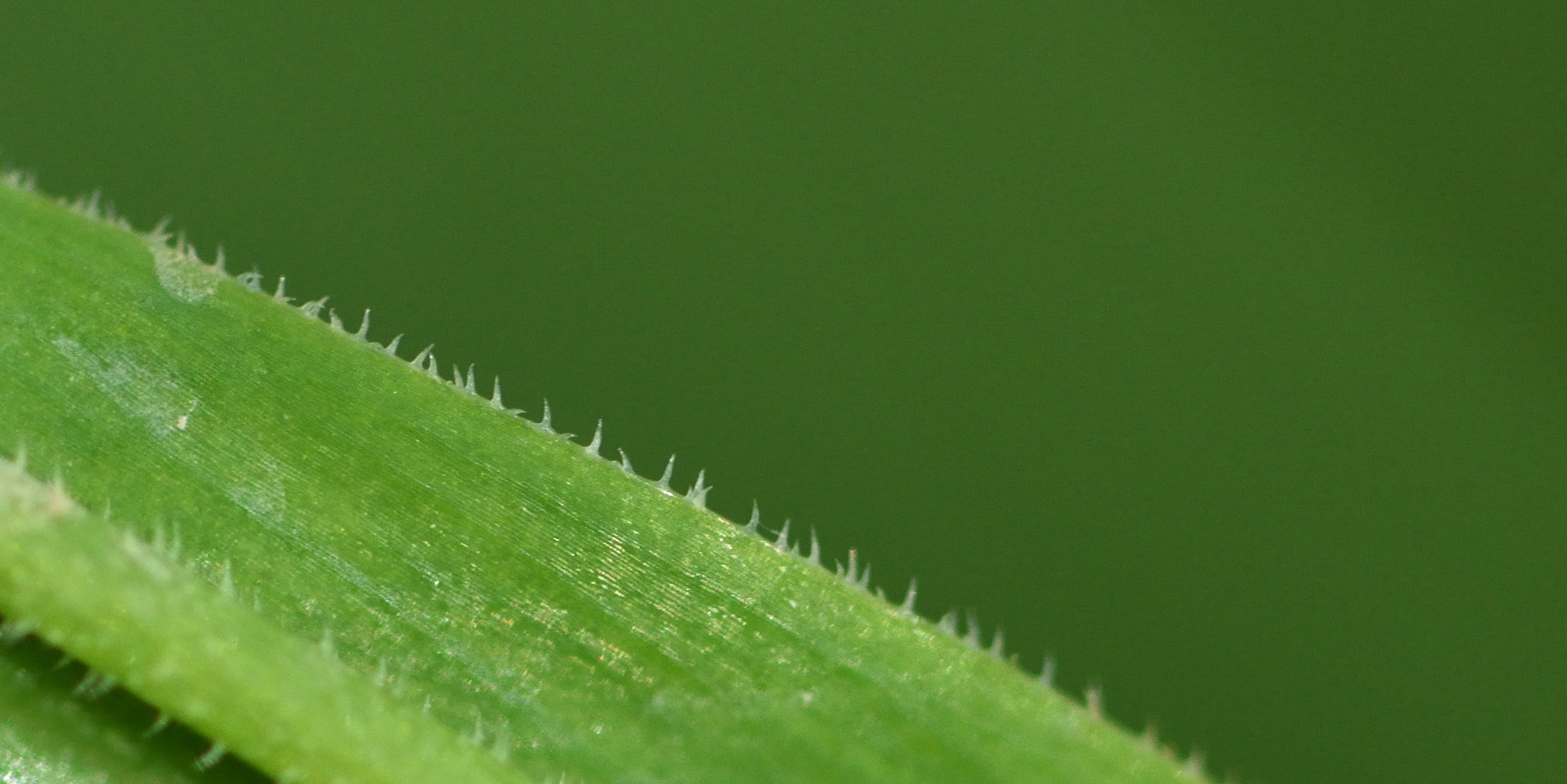
Les bords et nervures centrales inférieures des bractées de stellaire holostée sont ciliées-scabres

## Habitat et répartition
Les habitats types de cette plante qui pousse partiellement à l’ombre sur des sols riches en éléments nutritifs sont les ourlets externes acidophiles médioeuropéens (forêts claires de feuillus, forêts à essences mixtes, lisières, prairies, haies, taillis).
L'aire de répartition de cette chaméphyte, très commune en France (rare dans la région méditerranéenne), est européen méridional.

## Utilisations
Comme la Stellaire intermédiaire, les jeunes pousses, feuilles et fleurs sont comestibles en salade (goût du petit pois), mais les organes végétatifs sont en général trop coriaces et filandreux avec l'âge,  et il ne faut pas en abuser à cause de sa qualité légèrement laxative voire toxique.
Dans les pharmacopées traditionnelles en Europe, sa richesse en saponines et flavonoïdes fait qu'elle était employée comme la Stellaire intermédiaire (diurétique, troubles gastro-intestinaux), mais surtout, une fois écrasée, en applications externes, en particulier sur les furoncles et les anthrax.
Ses longues feuilles étroites et ses tiges grêles font songer à une Graminée, d'où son emploi jadis comme plante vivace  ornementale des parcs et des rocailles.

## Interactions biologiques
Les chenilles de papillons de nuit (Noctuidae : Panemeria tenebrata (en); Geometridae :  Euphyia biangulata (en), Euphyia frustata (en), Aporophyla lutulenta (en)) se nourrissent de son feuillage et de ses fleurs.